# Merced (États-Unis)
Pour les articles homonymes, voir Merced.
Merced est une ville de Californie, siège du comté de Merced, aux États-Unis. La municipalité est située dans la vallée de San Joaquin, dans la vallée centrale de Californie. Au recensement de 2010, sa population est de 78 958 habitants. Incorporée en municipalité en 1889, Merced est dirigée par un conseil municipal. Son nom provient de celui de la Merced River dont le cours passe aux environs de la ville. Merced, connue sous le nom de « Gateway to Yosemite », est à moins de deux heures de route du Parc national de Yosemite, à l'est, et de la baie de Monterey à l'ouest et ses kilomètres de plages. En 2005, la ville a accueilli le dixième campus de l'université de Californie, celui de Merced.

## Géographie
Selon le Bureau du recensement des États-Unis, la ville a une superficie de 51,4 km2.

## Démographie
| Groupe            | Merced | Californie | États-Unis |
| ----------------- | ------ | ---------- | ---------- |
| Blancs            | 52,2   | 57,6       | 72,4       |
| Autres            | 22,6   | 17,0       | 6,2        |
| Asiatiques        | 11,8   | 13,1       | 4,8        |
| Afro-Américains   | 6,3    | 6,2        | 12,6       |
| Métis             | 5,5    | 4,9        | 2,9        |
| Amérindiens       | 1,5    | 1,0        | 0,9        |
| Océaniens         | 0,2    | 0,4        | 0,2        |
| Total             | 100    | 100        | 100        |
|                   |        |            |            |
| Latino-Américains | 49,6   | 37,6       | 16,7       |

Selon l'American Community Survey, pour la période 2011-2015, 54,24 % de la population âgée de plus de 5 ans déclare parler anglais à la maison, alors que 33,97 % déclare parler l'espagnol, 4,30 % le hmong, 0,79 % une langue chinoise, 0,77 % le tagalog, 0,76 % le laotien et 5,18 % une autre langue.
Selon l'American Community Survey, pour la période 2011-2015, 31,9 % de la population vit sous le seuil de pauvreté (15,5 % au niveau national). Ce taux masque des inégalités importantes, puisqu'il est de 36,9 % pour les Latinos et Hispaniques et de 21,1 % pour les Blancs non hispaniques. De plus 44,6 % des personnes de moins de 18 ans vivent en dessous du seuil de pauvreté, alors que 28,1 % des 18-64 ans et 13,8 % des plus de 65 ans vivent en dessous de ce taux.
| 1880  | 1890  | 1900  | 1910  | 1920  | 1930  |
| ----- | ----- | ----- | ----- | ----- | ----- |
| 1 446 | 2 009 | 1 969 | 3 102 | 3 974 | 7 066 |

| 1940   | 1950   | 1960   | 1970   | 1980   | 1990   |
| ------ | ------ | ------ | ------ | ------ | ------ |
| 10 135 | 15 278 | 20 068 | 22 670 | 36 423 | 56 216 |

| 2000   | 2010   | - | - | - | - |
| ------ | ------ | - | - | - | - |
| 63 893 | 78 958 | - | - | - | - |

## Jumelages
Somoto (Nicaragua)

## Éducation
- Lycées
  - Merced High
  - Golden Valley
- Université de Californie à Merced

## Économie
- Usine à béton du groupe français Vicat.

## Culture
Les principaux lieux à visiter dans la ville et dans les environs sont :
- le musée agricole (Agricultural Museum) ;
- le Applegate Park and Zoo, un parc accueillant entre autres des animaux sauvages ;
- le Castle Air Museum, présentant une collection d'avions ;
- le Merced Courthouse Museum, listé au Registre national des lieux historiques, ce musée accueille des expositions sur le comté et l'État.

## Personnalités
- Steven Stayner (1965-1989), jeune garçon victime d'un enlèvement par un pédophile à l'âge de sept ans, jusqu'à ses quatorze ans, mort à Merced.